# Elitzour
Elitzour (אליצור) est une organisation juive sportive et religieuse, fondée en 1938 à l'initiative du parti Hapoel Hamizrahi. Le but de Elitzour est de former physiquement la jeunesse pratiquante, dans un esprit national-religieux.